# Монс, Магдалена
Магдалена Монс (нидерл. Magdalena Moons) (24 января 1541 года, Гаага — 15 июня 1613 года, Утрехт) — нидерландская жительница, известная как спасительница города Лейдена.
Магдалена Монс была младшей дочерью юриста Петера Монса и дочери главы муниципалитета Антверпена Йоханны ванн Сомбекке.
Во время войны за независимость Нидерландов от Испании в 1573 году испанские войска осадили Лейден. Ими командовал Франсиско де Вальдес. Точно неизвестно, когда  Магдалена Монс познакомилась с ним, однако есть сведения, что незадолго до осады Лейдена он посещал Гаагу, бургомистром которой был один из её братьев.
В начале сентября 1574 года Франсиско де Вальдес написал письмо властям Лейдена, в котором обещал помиловать всех жителей, если город капитулирует. 22 сентября горожане ответили Вальдесу, что город не сдастся. После этого Франсиско де Вальдес запросил из Амстердама тяжёлые осадные пушки. Однако 3 октября начался сильный шторм, и вода затопила окрестности Лейдена, после чего испанцы были вынуждены снять осаду и отойти, спасая своё имущество. На этом осада Лейдена закончилась.
Позже появилась легенда, что Франсиско де Вальдес отказался от штурма Лейдена в обмен на согласие Магдалены Монс стать его женой.
Неизвестно, где находилась Магдалена во время осады Лейдена. Известно лишь, что её мать в это время была в Гааге. Возможно, Магдалена находилась при ней. Согласно записям из семейного архива Монсов, Магдалена Монс и Франсиско де Вальдес собирались пожениться в Антверпене. В архивах Антверпена нет свидетельств о регистрации брака, однако там сохранилось дело о наследстве, в котором Магдалена Монс упомянута как вдова Франсиско де Вальдеса. Помимо этого, существует свидетельство испанского посла в Лиссабоне, который в мае 1578 года упоминал предстоящий брак Магдалены Монс и Вальдеса. Вероятнее всего, они поженились в конце 1578 года.
Франсиско де Вальдес скончался в 1580 либо 1581 году. После его смерти Магдалена вышла замуж за высокопоставленного нидерландского офицера.